# 柳幸典
柳 幸典（やなぎ ゆきのり、1959年（昭和34年）5月2日 - ）は、日本の現代美術作家。

## 経歴
- 1959年 福岡県生まれ
- 1985年 武蔵野美術大学大学院造形研究科修了
- 1986年 栃木県立美術館アート・ドキュメント優秀賞
- 1990年 イェール大学大学院美術学部彫刻科修了（アメリカ）
- アジアン・カルチュラル・カウンシル、日米芸術交流プログラム招待（PS1ミュージアム（英語版）、インターナショナル・スタジオ・プログラム）
- 第45回ベニス・ビエンナーレ、アペルト部門受賞
- 1995年 第6回五島記念文化財団 美術新人賞
- 2005-2015年 広島市立大学芸術学部准教授

## 概要
1986年から蟻を使った作品、フンコロガシのように土の玉を転がす作品など、美術のシステムの外で〈移動〉を切り口に発表を開始。北川フラムに見いだされ代官山のヒルサイドギャラリーをメインに煙によるパフォーマンス『I Feel Yellow』などを発表。 栃木県立美術館でのアート・ドキュメントでは優秀賞を受賞する。
1988年、イェール大学スクール・オブ・アート・アンド・アーキテクチャー大学院彫刻科に奨学金を得て渡米、ビト・アコンチ
、フランク・ゲーリー等に師事する。修了制作で制作した『ワンダリング・ミッキー』（1990）が優秀賞となる。大学院修了後の1990年にニューヨークのストアフロント・フォー・アート・アンド・アーキテクチャー、1991年にはロサンゼルスのLACE（ロサンゼルス・コンテンポラリー・エキシビジョンズ）で個展。この際、砂絵の万国旗を蟻が壊して行く作品『ザ・ワールドフラッグ・アント・ファーム』（1990）を発表し、アメリカの代表的美術雑誌の一つである『Art in America』の表紙になる。以降、ニューヨークにスタジオを構え国際的な活動を始める。
1993年、第45回ベニス・ビエンナーレのアペルト部門にて『ザ・ワールドフラッグ・アント・ファーム』が受賞。1996年には、サンフランシスコ湾に浮かぶ元連邦刑務所アルカトラズ島でのアートプロジェクトを実現。
湾岸戦争直前に行ったニューヨークのストアフロント・フォー・アート・アンド・アーキテクチャーでの個展「Hi-no-maru 1/36」、そしてヒルサイドギャラリーでタミヤのプラモデルの戦車を使った『セルフ・ディフェンス』（1990）、細見画廊でのウルトラマンとウルトラセブンのフィギュアを大量に並べた『バンザイ・コーナー』（1991）を発表、日本のポップ・アイコンを使用したこの『ヒノマル・シリーズ』は、日本の社会、政治、経済を分析し国家や民族のイデオロギーの問題を捉えた作品として注目を集め、村上隆や中村政人など同世代の作家に大きな影響を与える。
1992年より、Asian Cultural Councilの助成を得てPS1スタジオプログラムに招待される。同年、フジテレビ・ギャラリーで行った個展で巨大なネオンの日本国旗『ヒノマル・イルミネーション』を発表し、1992年に開館したばかりの直島コンテンポラリー・アート・ミュージアム（現在のベネッセアートサイト直島のベネッセハウス）での個展に招待される。この直島での滞在の際に瀬戸内海の離島でのライフワークを思い立ち、3年の島探しの末に明治時代の銅の精錬所廃墟がある岡山市犬島に出会い『犬島プロジェクト』を構想。ニューヨークと犬島を行き来するようになる。
1995年に犬島の精錬所遺構をアートと自然エネルギーで再生し島全体が芸術となる柳の構想による計画『犬島プロジェクト』を、株式会社ベネッセコーポレーション代表取締役社長（当時）の福武總一郎が支持し、プロジェクトの実現に動き出す。2008年、三島由紀夫が住んだ家と近代化産業遺産が一体となった犬島アートプロジェクト『精錬所』（当時）現在の『精錬所美術館』が公開。13年の歳月を要したプロジェクトとなった。後の離島を舞台とした瀬戸内国際芸術祭の先駆けとなる。
2000年のホイットニー・バイアニュアルにニューヨーク在住の外国人アーティストとして初めて蔡國強と共に選出され、ジャスパー・ジョーンズの『Three Flags』をモチーフとした『スタディー・フォー・アメリカンアート』シリーズを発表。
同年の広島市現代美術館で初の回顧展の後、9.11のアメリカ同時多発テロ事件直前にニューヨークとサンフランシスコのスタジオを引き上げて福岡県糸島市の玄海灘に面した山の北斜面に自ら設計したスタジオを構える。後にこの太陽エネルギーを利用した設計思想が犬島のプロジェクトにも引き継がれる。
日本帰国後、2005年より広島市立大学芸術学部准教授（2015年辞職）として現代表現領域を立ち上げ、広島市内にある被曝遊休施設のアートによる有効利用を目的とした広島アートプロジェクトを立ち上げる。
2010年の第1回瀬戸内国際芸術祭での犬島『家プロジェクト』では、建築家の妹島和世とのコラボレーションで柳の作品が犬島集落の3か所のサイトに展示された。
犬島でのプロジェクトの完成後、現在は広島県尾道市の離島「百島」の廃校となった旧中学校を拠点に、2012年『ART BASE 百島』を立ち上げ、尾道水道をフィールドに活動している。
2016年に横浜のBankART1929の全館を使って30年の作家活動を回顧する大掛かりな個展を開催。福島第一原子力発電所事故を取材した新作『Project God-zilla』を発表し、毎日新聞と読売新聞で年間ベスト展覧会に選ばれる。
韓国の安佐島で2025年に柳の美術館「FLOATING MUSEUM」が開館予定。設計は柳幸典率いる「YANAGI + ART BASE」が担当している。

## アートプロジェクト
柳の活動の特徴として、長期計画によるのアートプロジェクトが挙げられる。
2008年に完成した犬島アートプロジェクト「精錬所」（現・犬島精錬所美術館）は、1995年に瀬戸内海の犬島にある銅の精錬所遺構と柳が出会ったことから始まった、アートと建築が融合した美術館を生み出すアートプロジェクトである。日本の近代化に警鐘をならした三島由紀夫をモチーフとした柳のアートは、既存の煙突やカラミ煉瓦、太陽や地熱などの自然エネルギーを利用した環境に負荷を与えない構造と一体化して、現代の日本にメッセージを発している。
犬島アートプロジェクト発案と同時期に進められた「Field Work on Alcatraz」プロジェクトでは、かつて連邦刑務所であったサンフランシスコ沖のアルカトラズ島を舞台に、第二次世界大戦中に冤罪で国家反逆罪で収監、死刑を宣告された日系アメリカ人の川北友彌が1963年にジョン・F・ケネディによって恩赦を受けた背景と、1969年のネイティブアメリカンによる占拠などの歴史的事件に触れるサイトスペシフィック・インスタレーションを展開した。
2012年、広島県尾道市の離島「百島」の旧中学校の廃校を改修し、「アーティストと協働者達による芸術を手段ではなく目的とする真剣な遊びの前線基地」というコンセプトのアートセンター「ART BASE百島」をオープン。2018年にNPO法人化して、離島の創造的な再生を目指して大型作品の常設展示、展覧会やイベントの企画、空き家再生などを継続的に行っている。
2019年、韓国の南西部の全羅南道にある新安郡で「安佐島プロジェクト」が始まる。新安郡の安佐島の湖に浮かぶ美術館「FLOATING MUSEUM（仮称）」を中心に地域全体をアートディレクションを行う長期プロジェクトである。柳幸典が建築からアートまで手がけるこの美術館は、7つのキューブ型建物から成り、多島美の自然とユーラシアそして朝鮮半島の歴史を反映する柳の代表的作品が展示される。2025年に公開が予定されている。
犬島アートプロジェクト「精錬所」（現・犬島精錬所美術館）を具現化した2008年以降、建築家、デザイナーや職人と協働する機会が増えたことから、柳の構想やアイデアを具現化するアートプロジェクトチームを YANAGI+ART BASE と命名。国内外の美術館の構想や設計、産業遺構や遊休施設のアートによる再生など、アートを通じて社会に貢献できるプロジェクトを展開している。 主なプロジェクトには、安佐島プロジェクト（新安郡、韓国）、入魂の宿（津奈木、熊本）、すみや亀峰庵「百代」「呼風」（亀岡、京都）、ART BASE 百島（尾道、広島）、尾道水道プロジェクト／Gallery Cafe ULTRA（尾道、広島）、小鷺島Bio-isle計画（三原、広島）などがある。

## 主な展覧会

### 主な個展[9]

#### 1980年代
- 1986
  - Ground 土の記憶, 神奈川県民ホールギャラリー（神奈川）
  - Ground Transport, ギャラリーセンターポイント東京、ギャラリーなつか（東京）
- 1987
  - ヒルサイドギャラリー（東京）
- 1988
  - PLANαM —transform, ギャラリーαM（東京）
  - 福岡県立美術館（福岡）
  - 天画廊（福岡）
  - ギャラリー21（福岡）
  - 鯛焼九州進攻作戦 1988, 双ギャラリー（東京）、草花舎（島根）、ミチコ・ファイン・アート（広島）

#### 1990年代
- 1990
  - Wandering Position, ヒルサイドギャラリー（東京）
  - ストアフロント・アート・アンド・アーキテクチャー（ニューヨーク、アメリカ）
  - 修士発表, イエール大学美術・建築ギャラリー（ニューヘブン、アメリカ）
- 1991
  - LACE ロサンゼルス・コンテンポラリー・エキジビションズ（ロサンゼルス、アメリカ）
  - アメリカ滞在中のノートブックより, 双ギャラリー（東京）
  - —Hi‐no‐maru—1991, 細見画廊（東京）
  - The World Flag Ant Farm, ヒルサイドギャラリー（東京）
  - The World Flag Ant Farm and Wandering Position: Project —Red, White and Blue, リーマン・カレッジ・アート・ギャラリー（ニューヨーク、アメリカ）
- 1992
  - YANAGI, フジテレビギャラリー（東京）
  - Wandering Position, 直島コンテンポラリー・アート・ミュージアム（香川）
- 1993
  - Hammer and Sickle, ギャラリー・アース・フテューラ（チューリッヒ、スイス）
- 1994
  - Union Jack Ant Farm, アンソニー・ドフェイ・ギャラリー（ロンドン、イギリス）
- 1995
  - Project Article 9, クイーンズ美術館（ニューヨーク、アメリカ）
  - Project Article 9, キリンプラザ大阪（大阪）
  - The Chrysanthemum Carpet, ピーター・ブラム（ニューヨーク、アメリカ）
  - Matrix 128, ワズワース・アセニウム美術館（ハートフォード、アメリカ）
  - カリフォルニア大学サンタ・バーバラ校大学美術館（サンタバララ、アメリカ）
- 1996
  - Field Work on Alcatraz, キャップ・ストリート・プロジェクト（サンフランシスコ、アメリカ）
  - フジテレビギャラリー（東京）
- 1997
  - Wandering Position, チセンヘール・ギャラリー（ロンドン、イギリス）
  - ビーバー・カレッジ・アート・ギャラリー（フィラデルフィア、アメリカ）
  - ギャラリー・アース・フテューラ（チューリッヒ、スイス）
  - Pacific, ファブリック･ワークショップ･ミュージアム（フィラデルフィア、アメリカ）
  - Alcatraz, ピーター・ブラム（ニューヨーク、アメリカ）
  - Pacific, フジテレビギャラリー（東京）
- 1998
  - Image, Nation and Transnation, カリフォルニア大学アーヴィン校アートギャラリー（アーヴィン、アメリカ）
- 1999
  - New Work, ヘインズ・ギャラリー（サンフランシスコ、アメリカ）

#### 2000年代
- 2000
  - あきつしま, 広島市現代美術館（広島）
- 2002
  - コッテムギャラリー（バルセロナ、スペイン）
  - YUKICHI KV644955H, 三菱地所アルティアム（福岡）
- 2005
  - イカロス・プロジェクト, 福岡市美術館（福岡）
- 2008
  - 犬島アートプロジェクト「精錬所」（岡山）
- 2009
  - MONEY on view, ミヤケファインアート（東京）
- 2010
  - AMERICA, ミヤケファインアート（東京）
  - 犬島「家プロジェクト」（岡山）

#### 2010年代
- 2012
  - Study for American Art, ミヤケファインアート（東京）
- 2013
  - New Works, ミヤケファインアート（東京）
- 2014
  - MONEY / FLOWER, Michael Janssen Singapore（シンガポール）
  - USSR, ミヤケファインアート（東京）
- 2016
  - 「柳幸典」展, Galerie Paris（神奈川）
  - Wandering Position, BankART Studio NYK（神奈川）
- 2017
  - YUKINORI YANAGI - UNION JACK, Ticolat Tamura（香港）
- 2019
  - YUKINORI YANAGI, Blum & Poe Tokyo（東京）
  - 柳幸典つなぎプロジェクト2019, つなぎ美術館（熊本）

#### 2020年代
- 2020
  - 柳幸典つなぎプロジェクト2020 - Monologue and Dialogue, つなぎ美術館（熊本）
- 2021
  - YUKINORI YANAGI, Blum&Poe Los Angeles
  - 柳幸典つなぎプロジェクト2021 - Beyond the Epilogue, つなぎ美術館（熊本）
- 2022
  - YUKINORI YANAGI, 105MaGALLERY（山口）

### 主な企画展

#### 1980年代
- 1988
  - 岩国環境アートプロジェクト（山口）
  - 臨界芸術'88, 村松画廊（東京）
- 1987
  - 大倉山アートムーヴ'87, 大倉山記念館（神奈川）
  - ‘87神奈川アートアニュアル, 神奈川県民ホールギャラリー（神奈川）
  - アートドキュメント‘87, 栃木県立美術館（栃木）
  - 場、状況、そして出会い, 双ギャラリー（東京）
- 1986
  - 第6回 浜松野外美術展, 中田島砂丘（静岡）
  - 大谷地下美術展'86, 大谷資料館地下採掘場跡（栃木）

#### 1990年代
- 1991
  - ニューヨーク・ダイアリー, PS1ミュージアム、ニューヨーク（アメリカ）
- 1992
  - 都市と現代美術-廃墟としてのわが家, 世田谷美術館（東京）
  - ミュージアム・シティ・プロジェクト（福岡）
- 1993
  - アペルト'93, 第45回ベニスビエンナーレ（ベニス、イタリア）
  - 名古屋国際ビエンナーレ, 名古屋市美術館(愛知)
  - 今日の作家展-視えない現実, 横浜市民ギャラリー（神奈川）
- 1994
  - 戦後日本の前衛美術, 横浜美術館（神奈川）
  - アートラビリンス：90年代美術への視座, 岡山県立美術館（岡山）
  - 水戸アニュアル'94：オープンシステム, 水戸芸術館(茨城)
- 1995
  - ボーダー･クロウル, クッチェ･ギャラリー（ソウル、韓国）
  - 日本の現代美術1985－1995, 東京都現代美術館（東京）
  - 第6回トリエンナーレ･Kleinplastik, スドウェストLBフォラム（シュトゥットガルト、ドイツ）
- 1996
  - イースタン･フュージョン, ロングアイランド大学ヒルウッド美術館（ロングアイランド、アメリカ）
  - アジア･パシフィック･トリエンナーレ, クイーンズランド･アート･ギャラリー（ブリスベン、オーストラリア）
  - サンパウロ･ビエンナーレ「ユニバーサリス」, サンパウロ（ブラジル）
- 1997
  - ビエンナーレ･ド･リヨン, Halle Tony Garnier（リヨン、フランス）
- 1998
  - 線の表情, 国立国際美術館（大阪）
- 1999
  - Relay Drawings: Eye, Hand, Other, バックネル大学アートギャラリー（ペンシルベニア、アメリカ）

#### 2000年代
- 2000
  - 2000 Biennial, ホイットニー美術館（ニューヨーク、アメリカ）
  - Gwangju Biennale（光州、韓国）
  - Open Ends-One Thing After Another, ニューヨーク近代美術館（ニュ−ヨーク、アメリカ）
- 2002
  - Money and Value, Swiss National Bank（Lake Biel、スイス）
  - 第二回福岡トリエンナーレ, 福岡アジア美術館（福岡）
- 2005
  - アートクロッシングヒロシマプロジェクト2005, ブランシュバイク美術大学アートギャラリー（ブランシュバイク、ドイツ）
- 2006
  - インフォーカス：リヴィングヒストリー, テートモダン（ロンドン、イギリス）
- 2008
  - シェルターxサバイバル−ファンタスティックに生き抜くための「もうひとつの家」, 広島市現代美術館（広島）
- 2009
  - アトミックサンシャインの中へ in 沖縄, 沖縄県立美術館（沖縄）

#### 2010年代
- 2010
  - Cheer up！ 元気になる美術（アート）－原美術館コレクションより, ハラミュージアムアーク　現代美術ギャラリー A・B・C（群馬）
  - 瀬戸内国際芸術祭2010（岡山）
- 2011
  - XXX Thirty Years Peter Blum Edition, PETER BLUM SOHO, N.Y（ニューヨーク、アメリカ）
- 2012
  - Liverpool Biennial 2012, Tate Liverpool, Albert Dock（リバプール、イギリス）
- 2013
  - Beyond Human: Artist-Animal Collaborations, PEM Peabody Essex Museum（セイラム、アメリカ）
- 2014
  - ART COLOGNE「Noriyuki Haraguchi × Yukinori Yanagi」, KOELNMESSE, MIYAKE FINE ART（ケルン、ドイツ）
- 2015
  - アートベース百島「ス・ドホ、西野達、柳幸典-将来構想」展, ART BASE 百島（広島）
- 2016
  - 釜山ビエンナーレ, 釜山美術館、F1963（韓国）
- 2017
  - ヨコハマトリエンナーレ2017「島と星座とガラパゴス」, 横浜市開港記念会館（横浜）
- 2018
  - 第21回シドニー・ビエンナーレ「SUPERPOSITION: Equilibrium and Engagement」, Cockatoo Island（シドニー）
- 2019
  - 横浜美術コレクション展「東西交流160年の諸相」, 横浜美術館（神奈川）
  - 「Mr. Ace X-O. Modern」, 岡山シティミュージアム（岡山）

#### 2020年代
- 2020
  - 2020-Ⅱコレクション・ハイライト＋特集「肖像（わたし）」, 広島市現代美術館（広島）
  - 国立国際美術館コレクション展「コレクション1：越境する線描」, 国立国際美術館（大阪）
- 2021
  - 「Ad-Diriyah Biennale: Feeling the Stones」, サウジアラビア
- 2022
  - 「鉄道と美術の150年」, 東京ステーションギャラリー（東京）
  - 越後妻有 大地の芸術祭 2022 企画展「大地のコレクション展2022」, 越後妻有清津倉庫美術館（新潟）
  - 「布の翼」, 染・清流館（京都）
  - 「REFLECTIONS」, 沖縄県立博物館・美術館（沖縄）

## 代表作
- 『バンザイ・コーナー』1991年 財団法人直島福武美術館財団（ベネッセハウス）
- 『ヒノマル・イルミネーション』1992年 高知県立美術館
- 『ヒノマル・コンテナー（ヤマト Tumulus Type\）』1992年 東京都現代美術館
- 『クリサンスマム・カーペット』1994年 オーストラリア国立美術館
- 『アーティクル9』1994年
- 『ザ・フォービドゥン・ボックス』1995年 The Fabric Workshop and Museum, Philadelphia, USA
- 『パシフィック - ザ・アント・ファーム・プロジェクト』1996年 テート・ギャラリー
- 『ダラー・ピラミッド』2000年 ヴァージニア美術館
- 『犬島精錬所美術館』2008年 財団法人直島福武美術館財団
- 『イカロス・セル』2016年
- 『プロジェクト・ゴジラ』2016年